# Milan Davidov
Milan Davidov (in serbo Милан Давидов?; Odžaci, 1º giugno 1979) è un ex calciatore serbo, di ruolo centrocampista.